# Gran Premio della Liberazione
Le Gran Premio della Liberazione (en français : Grand Prix de la Libération) est une course cycliste italienne disputée autour des thermes de Caracalla, à Rome. Créé en 1946, il fait partie de l'UCI Europe Tour depuis 2005, en catégorie 1.2U. Il est organisé par le Velo Club Primavera Ciclistica, également organisateur du Giro delle Regioni qui débute le lendemain du Gran Premio della Liberazione. Ces deux courses sont réservées aux coureurs espoirs (moins de 23 ans).
Une épreuve féminine existe également.
L'édition 2019 est annulée pour des raisons économiques. L'édition 2020 est annulée en raison de la pandémie de maladie à coronavirus.

## Palmarès
| Année     | Vainqueur              | Deuxième               | Troisième                |
| --------- | ---------------------- | ---------------------- | ------------------------ |
| 1946      | Gustavo Guglielmetti   | Spartaco Rosati        | Silvio Mazzella          |
| 1947      | Spartaco Rosati        | Paolo Santolini        | Orlando Olivieri         |
| 1948      | Bruno Fossa            | Marcello Spadolini     | Bruno Pontisso           |
| 1949      | Alfio Benfenati        | Dino Lambertini        | Fernando Cioni           |
| 1950      | Donato Piazza          | Alighiero Ridolfi      | Alvaro Faggiani          |
| 1951      | Vincenzo Zucconelli    | Ivo Mancini            | Pietro Babini            |
| 1952      | Renzo Maurizi          | Otello Fabellini       | Brunelli                 |
| 1953      | Nazareno Venturini     | Ardelio Trape          | Vecchiarelli             |
| 1954      | Cleto Maule            | Quinto Furloni         | Alessandro Centioni      |
| 1955      | Giancarlo Ceppi        | Alberto Emiliozzi      | Quinto Furloni           |
| 1956      | Aurelio Cestari        | Alberto Emiliozzi      | Quinto Furloni           |
| 1957      | Salvatore Morucci      | Livio Trapè            | Settimio Marcotulli      |
| 1958      | Remo Tamagni           | Giuliano Natucci       | Ignacio Aru              |
| 1959      | Romeo Venturelli       | Mario Bampi            | Giorgio Bigliadoni       |
| 1960      | Aurelio Bianchi        | Vincenzo Meco          | Bruno Mealli             |
| 1961      | Teodoro Cerbella       | Alfredo Marocchi       | Mario Di Fausto          |
| 1962      | Antonio Toniolo        | Primo Nardelo          | Marcello Mugnaini        |
| 1963      | Antonio Toniolo        | Antonio Taggliani      | Pelizotti                |
| 1964      | Carlo Storai           | Roberto Ballini        | Vincenzo Meco            |
| 1965      | Ferruccio Manza        | Luciano Soave          | Jan Smolík               |
| 1966      | Jaroslav Kvapil        | Carlo Galazzi          | Jan Smolík               |
| 1967      | Carlo Galazzi          | Giacinto Santambrogio  | Silvano Davo             |
| 1968      | Attilio Rota           | Pierfranco Vianelli    | Mario Giaccone           |
| 1969      | Pietro Mingardi        | Franco Fama            | Alexandre Kulibin        |
| 1970      | Rudolph Labus          | Franco Ongarato        | Pierino Gavazzi          |
| 1971      | Giuseppe Maffeis       | Rudolph Labus          | Franco Ongarato          |
| 1972      | Yuri Osincev           | Tullio Rossi           | Francesco Moser          |
| 1973      | Ivan Trifonov          | Rudolph Schejbal       | Karl-Dietrich Diers      |
| 1974      | Cvetko Bilić           | Rainer Salan           | Reinhard Langanke        |
| 1975      | Palmiro Masciarelli    | Rudolph Labus          | Walter Tabal             |
| 1976      | William Nickson        | Mario Gualdi           | Riccardo Magrini         |
| 1977      | Bob Downs              | Franco Tosi            | Alipi Kostadinov         |
| 1978      | Henning Jørgensen      | Georg Mount            | Norbert Dürpisch         |
| 1979      | Walter Delle Case      | Emanuele Bombini       | William Piva             |
| 1980      | Marco Cattaneo         | Silvestro Milani       | Flavio Zappi             |
| 1981      | Ivan Mitchenko         | Oleg Logvine           | Charkid Zagretdinov      |
| 1982      | Andrzej Serediuk       | Marco Vitali           | Régis Simon              |
| 1983      | Claudio Golinelli      | Thomas Barth           | Luigi Bussacchini        |
| 1984      | Manuel Jorge Domínguez | Alberto Volpi          | Steve Bauer              |
| 1985      | Gianni Bugno           | Luigi Orlandi          | Milan Jurčo              |
| 1986      | Marc van Orsouw        | John Talen             | Osmany Álvarez           |
| 1987      | Dimitri Konyshev       | Bernd Gröne            | Alberto Destro           |
| 1988      | Bernd Gröne            | Mario Cipollini        | Dimitri Konyshev         |
| 1989      | Joachim Halupczok      | Claudio Brandini       | Djamolidine Abdoujaparov |
| 1990      | Uwe Winter             | Marco Artunghi         | Robert Pintarič          |
| 1991      | Andrea Solagna         | Mauro Bettin           | Simone Biasci            |
| 1992      | Vassili Davidenko      | Andrew Perks           | Sylvain Bolay            |
| 1993      | Alessandro Bertolini   | Michele Zamboni        | Ivano Zucotti            |
| 1994      | Alex Pedersen          | Michelangelo Cauz      | Luigi Simion             |
| 1995      | Paolo Valoti           | Marco Antonio Di Renzo | Claudio Camin            |
| 1996      | Davide Casarotto       | Davide Montanari       | Gilberto Zattoni         |
| 1997      | Cristiano Citton       | Torsten Nitsche        | Romāns Vainšteins        |
| 1998      | Roberto Savoldi        | Filippo Perfetto       | Eliseo Dal Re            |
| 1999      | Marco Zanotti          | Giorgio Bosisio        | Matthias Kessler         |
| 2000      | Lorenzo Bernucci       | Graziano Gasparre      | Israel Núñez (es)        |
| 2001      | Alberto Loddo          | Yaroslav Popovych      | Daniele Pietropolli      |
| 2002      | Andrea Sanvido         | Ivan Ravaioli          | Mariusz Wiesiak          |
| 2003      | Devid Garbelli         | Denys Kostyuk          | Francesco Failli         |
| 2004      | Daniele Colli          | Juan Pablo Magallanes  | Stefano Basso            |
| 2005      | Christopher Sutton     | Riccardo Riccò         | Fabio Sabatini           |
| 2006      | Matthew Goss           | Manuel Belletti        | Cristiano Fumagalli      |
| 2007      | Manuele Boaro          | Mauro Finetto          | Simon Clarke             |
| 2008      | Andrea Grendene        | Nicola Galli           | Marcello Pavarin         |
| 2009      | Sacha Modolo           | Michael Matthews       | Francesco Lasca          |
| 2010      | Jan Tratnik            | Michael Matthews       | Edoardo Costanzi         |
| 2011      | Matteo Trentin         | Michael Hepburn        | Sonny Colbrelli          |
| 2012      | Enrico Barbin          | Andrea Fedi            | Davide Villella          |
| 2013      | Ilia Koshevoy          | Adam Phelan            | Alberto Bettiol          |
| 2014      | Evgeny Shalunov        | Simone Consonni        | Liam Bertazzo            |
| 2015      | Lucas Gaday            | Simone Consonni        | Francesco Castegnaro     |
| 2016      | Vincenzo Albanese      | Grigoriy Shtein        | Francesco Castegnaro     |
| 2017      | Seid Lizde             | Michel Piccot          | Aleksandr Riabushenko    |
| 2018      | Alessandro Fedeli      | Žiga Jerman            | Gabriel Cullaigh         |
| 2019-2020 | Annulé                 | Annulé                 | Annulé                   |
| 2021      | Michele Gazzoli        | Nicolò Pencedano       | Lorenzo Quartucci        |
| 2022      | Henri Uhlig            | Martin Marcellusi      | Carlo Favretto           |
| 2023      | Alessandro Romele      | Gustav Wang            | Alessandro Pinarello     |
| 2024      | Davide Donati          | Andrea Montoli         | Federico Biagini         |
| 2025      | Lorenzo Masciarelli    | Bruno Keßler           | Andrea Bruno             |